# Wilhelm von Reinländer
Wilhelm Freiherr von Reinländer (ur. 28 czerwca 1829 w Pouzdřanach, zm. 28 stycznia 1910 w Portorožie) – Feldzeugmeister cesarskiej i królewskiej Armii, Generalny Inspektor Sił Zbrojnych Austro-Węgier.

## Życiorys
W 1845 roku rozpoczął służbę w Armii Cesarstwa Austriackiego, w 40. Pułku Piechoty. Trzy lata później został awansowany na stopień podporucznika (niem. Leutnant). Uczestniczył w tłumieniu powstania węgierskiego, po którym przydzielono go, jako oficera, do Sztabu Generalnego. Służył na tym stanowisku w trackie wojny francusko-austriackiej. Od 1861 roku wykładał taktykę w Szkole Wojennej w Wiedniu. Brał udział w walkach podczas wojny prusko-austriackiej. Po zakończeniu konfliktu został instruktorem wojskowym następcy trony arcyksięcia Rudolfa. Funkcję tę pełnił do 1876 roku. W 1877 roku został mianowany dowódcą 28. Brygady Piechoty, którą dowodził podczas zajmowania terytorium Bośni i Hercegowiny w 1878 roku. W 1886 roku, w stopniu Feldmarschalleutnant objął dowództwo nad 10. Korpusem. W 1886 roku został nobilitowany przez cesarza Franciszka Józefa. W 1889 roku awansowany do stopnia generała artylerii (niem. Feldzugmeiser). Po śmierci arcyksięcia feldmarszałka Albrechta przeprowadzona została reforma Armii Austro Węgier, w wyniku które utworzono stanowiska inspektorów sił zbrojnych (niem. General-Truppen-Inspektoren), a jednym z nich został von Reinländer. W 1905 roku, pod presją arcyksięcia Franciszka Ferdynanda zrezygnował z zajmowanego stanowiska i przeszedł w stan spoczynku. Od 1885 roku był szefem 24. Pułku Piechoty.

## Odznaczenia
Odznaczenia von Reinländera to między innymi:
- Krzyż Wielki Orderu Leopolda
- Kawaler Orderu Korony Żelaznej I klasy
- Kawaler Orderu Korony Żelaznej II klasy z dekoracją wojenną
- Krzyż Zasługi Wojskowej w brylantach z dekoracją wojenną
- Medal Zasługi Wojskowej na czerwonej wstędze
- Medal Wojenny
- Medal Jubileuszowy Pamiątkowy dla Sił Zbrojnych i Żandarmerii
- Odznaka za Służbę Wojskową I klasy
- Krzyż Wielki Orderu Orła Czerwonego (Prusy)
- Order Medżydów IV klasy (Imperium Osmańskie)